# Liechtensteinischer ArbeitnehmerInnenverband
Der Liechtensteinische ArbeitnehmerInnenverband (LANV) ist die einzige Gewerkschaft im Fürstentum Liechtenstein. Dementsprechend versteht sich der Verband mit Sitz in Triesen als parteipolitisch und konfessionell unabhängiger, gewerkschaftlicher Verband zur Vertretung aller Branchen und Berufe. Derzeitiger Präsident ist Sigi Langenbahn. Der LANV ist Mitglied des Europäischen Gewerkschaftsbundes, des Internationalen Gewerkschaftsbundes, sowie des Interregionalen Gewerkschaftsrates Bodensee.

## Struktur
| Mitgliederentwicklung | Mitgliederentwicklung | Mitgliederentwicklung |
| --------------------- | --------------------- | --------------------- |
| Jahr                  | Gesamtzahl            | Frauenanteil          |
| 2009                  | 1162                  | 310                   |
| 2010                  | 1166                  | 333                   |
| 2011                  | 1174                  | 349                   |
| 2012                  | 1150                  | 354                   |
| 2013                  | 1081                  | 351                   |
| 2014                  | 1089                  | 366                   |
| 2015                  | 1056                  | 361                   |
| 2016                  | 1021                  | 368                   |

Mitglieder der Gewerkschaft können in Liechtenstein oder im Ausland arbeitende Liechtensteiner sowie in Liechtenstein arbeitende Ausländer werden. Im Juli 1997 wurde die «Sektion Frauen» gegründet, die sich für verbesserte Rahmenbedingungen für Frauen in der Arbeitswelt einsetzt.

## Geschichte
1920 erfolgte die Gründung als parteipolitisch und konfessionell unabhängige Gewerkschaft «Arbeiterverband». 1931 spaltete sich die Gewerkschaft in den «oberen Verband» mit Sitz in Triesen und den gemässigteren «unteren Verband» mit Sitz in Schaan. 1935 schlossen sich beide Verbände wieder zusammen. Der Arbeiterverband verfolgte nun eine Politik der Zusammenarbeit mit der Regierung des Fürstentums. 1970 erfolgte eine Umbenennung in «Liechtensteinischer Arbeitnehmerverband». 2002 erhielt der Verband schliesslich seinen heutigen Namen. Im Dezember 2008 wurde der LANV in den Internationalen Gewerkschaftsbund aufgenommen.

## Publikationen
Der «obere Verband» veröffentlichte von März 1932 bis Juli 1933 die «Liechtensteinische Arbeiter-Zeitung». Heute veröffentlicht der Liechtensteinische ArbeitnehmerInnenverband die Verbandszeitung «LANV info».